# Korsandmat
Korsandmat (Lemna trisulca L., synonym Staurogeton trisulcus (L.) Schur), dialektalt i Skåne kallad annamad, är en art av växter i familjen kallaväxter
Växten är en av världens minsta fröväxter, men blommar ytterst sällan. Dess frukter är nötter, som bara blygsamt bidrar till växtens spridning. Däremot förökar den sig så våldsamt genom avknoppning av bladskott att den lätt blir invasiv i de vattensamlingar, där den slår sig ner.

## Etymologi
Lemna härleds etymologiskt troligen från grekiska λιμνε, limne, vilket betyder 'marskland'. Artnamnet trisulca är en sammansättning av latinets tres, 'tre', och sulcus, som betyder 'fåra'. Detta syftar på de tre-flikiga bladen.